# Cecili Símplex
Cecili Símplex (en llatí Caecilius Simplex) va ser un magistrat romà del segle i.
Vitel·li el va nomenar cònsol sufecte juntament amb Gai Quint Àtic, per exercir el càrrec a partir de l'1 de novembre de l'any 69. El menciona Tàcit i també Dió Cassi.